# La Puebla de Montalbán
La Puebla de Montalbán – gmina w Hiszpanii, w prowincji Toledo, w Kastylii-La Mancha, o powierzchni 141,34 km². W 2011 roku gmina liczyła 8392 mieszkańców.